# Aorta (nationale infrastructuur)
Aorta (vaak geschreven als AORTA) is de naam van de Nederlandse "zorginfrastructuur" waarover elektronische uitwisseling van patiëntgegevens mogelijk is. Via dit elektronische netwerk kunnen zorginstellingen en zorgverleners (artsen, apothekers en Huisartsenposten) informatie in elkaars systeem opvragen. De oorspronkelijke ambitie was veel breder: ook medisch specialisten, en paramedici zouden er gebruik van maken. 
Uitgangspunt van AORTA is dat gegevens niet centraal worden opgeslagen. Zorgverleners blijven met hun eigen informatiesystemen werken en wisselen via het Landelijk Schakelpunt (LSP) medische gegevens met elkaar uit. Patiëntgegevens worden dus niet opgeslagen in een centrale database. Alleen wie wanneer wat opvraagt, wordt gelogd. Medisch-inhoudelijke informatie wordt niet vastgelegd.
De term AORTA heeft betrekking op de technische architectuur en is eigenlijk een afkorting (Architecturen, Ontwerp, Realisatie, Toetsen van kwaliteit, Acceptatie).

## Geschiedenis
De AORTA-architectuur is in 2002 bedacht. In eerste instantie was Nictiz verantwoordelijk voor de landelijke EPD-uitrol. Het Ministerie van VWS nam eind november 2005 de EPD-regie van Nictiz over. In maart 2011 verwierp de Eerste Kamer de EPD-wet unaniem. De kamer ging niet akkoord met de verplichte en automatische aansluiting van alle zorgverleners en alle burgers. Dit leidde in februari 2012 tot de oprichting van VZVZ als geheel nieuwe LSP-regisseur. Per maart 2019 hebben 13,4 miljoen Nederlanders toestemming gegeven aan minimaal 1 zorgaanbieder voor de uitwisseling van hun medische gegevens.
Sinds de start van het LSP zijn er meer dan 1 miljard berichten tussen zorgaanbieders uitgewisseld (per maart 2018). Medische patiëntgegevens worden ook nog steeds via het oude OZIS-systeem uitgewisseld, ook al was aangekondigd dat alle OZIS-contracten per 1 januari 2015 zouden aflopen. OZIS zal per januari 2020 ophouden te bestaan.

## Componenten
De basisinfrastructuur aangeduid met AORTA bestaat uit drie delen:
1. Het landelijk schakelpunt (LSP)
2. De zorgserviceproviders (GZN’en)
3. Goedbeheerde zorgsystemen (GBZ’en)

Deze onderdelen vormen samen de ondersteunende infrastructuur die de (veilige) communicatie van zorggegevens tussen zorgaanbieders mogelijk maakt. De zorgtoepassingen bij de zorgaanbieders maken gebruik van deze infrastructuur.

### Het landelijk schakelpunt (LSP)
Het LSP regelt de inzage in patiëntinformatie die lokaal opgeslagen ligt bij zorgaanbieders. Via het LSP kunnen zorgaanbieders snel actuele informatie opvragen uit systemen van bijvoorbeeld collega-ziekenhuizen, -apotheken en -huisartsen. Alleen informatiesystemen die aan strenge beveiligingseisen voldoen worden aangesloten op het LSP. Het landelijk schakelpunt bestaat uit de Zorginformatiemakelaar (ZIM). Dit is een gemeenschappelijke ICT-voorziening die nodig is voor alle zorgaanbieders en andere zorgpartijen in Nederland om via hun goed beheerd zorgsystemen (GBZ’en) onderling patiëntgegevens te kunnen uitwisselen. De ZIM bestaat uit de volgende componenten:
- Autorisatie module: legt vast en controleert welke zorgverlener welke informatie mag inzien of wijzigen. De patiënt heeft de mogelijkheid de autorisaties te wijzigen.
- Verwijsindex: bevat verwijzingen naar zorggegevens zoals opgeslagen in de aangesloten GBZen. De ZIM bevat dus geen zorggegevens, maar uitsluitend enkele kerngegevens die het zoeken naar gegevens vereenvoudigen, zoals identificatie van de patiënt, het type zorggegeven, het tijdstip waarop het zorggegeven is aangemaakt, de auteur van het zorggegeven en de identificatie van de GBZ waar het gegeven opgevraagd kan worden.
- Schakelpunt: routeert berichten die via de ZIM van een GBZ naar een ander GBZ gestuurd worden.
- Audit logs: leggen vast wie op welk moment een bepaald zorggegeven gezien of gewijzigd heeft. Dit maakt het mogelijk dat een patiënt achteraf controleert welke zorgverlener informatie heeft gezien of gewijzigd.

De ontwikkeling van de ZIM en het beheer daarvan (zonder inzagerecht van de zorggegevens) is na een Europese aanbesteding uitbesteed aan de firma CSC Computer Sciences in Bunnik.
Het landelijk schakelpunt maakt gebruik van het Centraal Informatiepunt Beroepen Gezondheidszorg (CIBG). Deze bevat:
- Landelijk UZI-register (Unieke Zorgverlener Identificatie): bevat het Unieke Zorgverlener Identificatienummer van iedere zorgverlener die van de landelijke infrastructuur gebruikmaakt.
- De Sectorale BerichtenVoorziening – Zorg (SBV-Z): levert of verifieert op verzoek van zorgpartijen het BSN op basis van een set identificerende gegevens. Het bevat het Burgerservicenummer van de patiënt/cliënt waarvan zorggegevens worden uitgewisseld en controleert het gebruik van dit nummer door gebruikers (zorgverleners).

### Goedbeheerd ZorgNetwerk (GZN)
Alle communicatie van en naar een goed beheerd zorgsysteem dat is aangesloten op de landelijke ICT-infrastructuur in de zorg, wordt via een zogenoemd Goedbeheerd ZorgNetwerk (GZN) (voorheen zorgserviceprovider (ZSP)) ontsloten. Netwerkleveranciers worden getoetst of zij voldoen aan een aantal veiligheidsstandaarden. De overdracht van informatie gaat via een veilig elektronisch transportmechanisme gebaseerd op Webservices.

### Goed Beheerde Zorgsystemen (GBZ)
GBZ'en zijn softwareapplicaties van zorgverleners die gekoppeld zijn aan de landelijke infrastructuur en die voldoen aan een reeks door Nictiz gestelde voorwaarden. De initiële zorgtoepassingen zijn op het gebied van medicatiegegevens (recepten en verstrekkingen van medicatie) en de overdracht van huisarts-dossiers bij waarneming van diensten door bijvoorbeeld een huisartsenpost.